# Nuria Iturrioz Servera
Nuria Iturrioz Servera (Palma, 16 de desembre de 1995) és una jugadora de golf professional mallorquina.
Començà a jugar al golf als 6 anys a l’Escola de Golf del Club Son Servera, amb el que encara és el seu entrenador José Luis Palacios (Chiqui). Als 14 anys fou seleccionada per a accedir a l'Escola Nacional Blume (Centre d’Alt Rendiment Esportiu) a Madrid, on pogué desenvolupar les seves habilitats durant 5 anys.
Iturrioz es va convertir en professional el 2015 després de quedar quarta a la final del Ladies European Tour Qualifying School, i s'uní a aquest circuit competitiu el 2016. Va guanyar la Copa Lalla Meryem com a debutant i va acabar 10a en el rànquing de mèrits, però va perdre el LET Rookie of the Year davant Aditi Ashok. Va guanyar de nou la Copa Lalla Meryem el 2019 i dos torneigs més de forma consecutiva, incloent l'Omega Dubai Moonlight Classic per acabar quarta en el rànquing de mèrits del torneig europeu femení de 2019.
Iturrioz va empatar en la 72a posició en la final del Torneig de Qualificació LPGA 2017, fet que li permeté participar en el Symetra Tour 2018. Va rebre una de les dues invitacions dels patrocinadors del Campionat de la LPGA del 2019, on va passar el tall. Al Torneig de classificació LPGA del 2019, va empatar a la 30a posició per obtenir la subscripció a la temporada LPGA Tour 2020.

## Palmarès
Victòries al Ladies European Tour
| Núm. | Data               | Torneig                           | Puntuació       | Par | Marge de victòria | Finalistes                    | Premi (€) |
| ---- | ------------------ | --------------------------------- | --------------- | --- | ----------------- | ----------------------------- | --------- |
| 1    | 8 de maig de 2016  | Lalla Meryem Cup                  | 70-72-70-65=277 | −11 | 6 cops            | Florentyna Parker             | 67,500    |
| 2    | 28 d'abril de 2019 | Lalla Meryem Cup                  | 68-71-70-70=279 | −14 | 7 cops            | Caroline Hedwall Lina Boqvist | 67,500    |
| 3    | 3 de maig de 2019  | Omega Dubai Moonlight Classic (2) | 67-68-71=206    | −10 | 1 cops            | Olivia Cowan Esther Henseleit | 38,193    |

Victòries al Symetra Tour
| Núm. | Data               | Torneig                    | Puntuació       | Par | Marge de victòria | Finalistes    | Premi ($) |
| ---- | ------------------ | -------------------------- | --------------- | --- | ----------------- | ------------- | --------- |
| 1    | 23 de maig de 2019 | Zimmer Biomet Championship | 64-71-70-71=276 | −12 | 2 cops            | Maddie Szeryk | 45,000    |